# Ugo di Evesham
Ugo di Evesham (Evesham, inizio XIII secolo – Roma, 27 luglio 1287) è stato un cardinale inglese.

## Biografia
Studiò medicina e matematica presso le Università di Oxford e di Cambridge; continuò i suoi studi anche in Francia ed in Italia. Compì anche studi teologici tanto da essere detto Theologicam disciplinam doctum.
Tra il 1267 ed il 1274 fece da paciere in numerose dispute all'Università di Oxford. Nel 1275 divenne arcidiacono di Worcester e successivamente canonico del capitolo della cattedrale di York. Ottenne la parrocchia di Bugthorpe, mantenendo tale beneficio fino alla morte.
Fu creato cardinale nel concistoro del 12 aprile 1281 con il titolo di San Lorenzo in Lucina. Partecipò al conclave del 1285 che elesse papa Onorio IV.
Morì il 27 luglio 1287 a Roma, forse di peste o forse avvelenato e fu sepolto vicino alla sacrestia della basilica di San Lorenzo in Lucina in un elegante monumento marmoreo.